# Sebastian Karlsson
Sebastian Karlsson (2 de enero de 1985) es un cantante y artista de origen sueco, conocido por participar en la versión sueca de American Idol en el año 2005, donde quedó segundo tras Agnes Carlsson. Consiguió un gran éxito con su primer sencillo "Do what you're told", Número 1 en Suecia en febrero de 2006 y que precedió a la publicación de su primer álbum en marzo del mismo año.
En diciembre de 2006 presentó el primer sencillo, "Words and violence", de su segundo álbum, "The Vintage Virgin". La canción, con Helena Josefsson en los coros, fue Número 3 en Suecia.
Compitió en el Melodifestivalen 2007 con la canción "When the Night Comes Falling", para intentar representar a Suecia en el Festival de la Canción de Eurovisión 2007 en Helsinki, Finlandia. La canción "When the Night Comes Falling" quedó octava en la final pero alcanzó el Número 2 en las listas suecas.

## Discografía

### Álbumes
| Año  | Portada            | Información                                                                                          | Posición en listas | Ventas                                      |
| Año  | Portada            | Información                                                                                          | Suecia             | Ventas                                      |
| ---- | ------------------ | --- | ------------------ | ------------------------------------------- |
| 2006 | Sebastian          | Sebastian - Primer álbum de estudio - Salida: 1 de marzo de 2006 - Formato: Disco compacto           | 1 (2)              | Certificación: Oro Ventas en Suecia: 30 000 |
| 2007 | The Vintage Virgin | The Vintage Virgin - Segundo álbum de estudio - Salida: 8 de marzo de 2007 - Formato: Disco compacto | 2                  | Certificación: Oro Ventas en Suecia: 30 000 |

### Sencillos
| Año  | Sencillo                       | Álbum              | Posición en listas | Posición en listas |
| Año  | Sencillo                       | Álbum              | Suecia             | Europa             |
| ---- | ------------------------------ | ------------------ | ------------------ | ------------------ |
| 2006 | "Do What You're Told"          | Sebastian          | 1 (4)              | 129                |
| 2006 | "Indifferent"                  | Sebastian          | 38                 | -                  |
| 2006 | "Words and Violence"           | The Vintage Virgin | 3                  | 170                |
| 2007 | "When The Night Comes Falling" | The Vintage Virgin | 2                  | 184                |
| 2007 | "I can feel you"               | The Vintage Virgin |                    |                    |